# Хороший немец (фильм)
«Хороший немец» (англ. The Good German) — художественный фильм Стивена Содерберга. Снят в 2006 году. Экранизация одноимённого романа Джозефа Кэнона. Премьера фильма в США состоялась 15 декабря 2006 года, а в Европе он вышел на экраны 1 марта 2007 года. Фильм сделан чёрно-белым и стилизован под ленты 1940—1950-х годов.

## Сюжет
Выражение «хороший немец» (англ. Good German) появилось в оккупационной армии США в Германии. Так иронически назывались немцы, которые, по их утверждению, «ничего не знали» о преступлениях нацистов: честно работали, растили детей, защищали страну от врагов и т. п.
События фильма разворачиваются в 1945 году, сразу по окончании Второй мировой войны в Европе. Американский военный журналист Джейк Гейсмар (Джордж Клуни) приезжает в разрушенный Берлин, чтобы написать о послевоенном городе. Неожиданно для себя он встречает свою бывшую возлюбленную, немку Лину Брандт (Кейт Бланшетт), с которой у него была связь ещё до войны. После этого вокруг Джейка начинают происходить странные вещи: его шофёра находят мёртвым в русской зоне, на него самого нападают неизвестные громилы, Лина явно темнит и скрывает своё прошлое...
Джейк оказывается втянут в борьбу американской и русской разведок за информацию о немецких учёных-ракетчиках (Операция «Скрепка»).
Лирическая линия фильма напоминает историю Рика и Ильзы из «Касабланки», но с весьма неожиданным финалом.

## В ролях
| Актёр           | Роль                |
| --------------- | ------------------- |
| Джордж Клуни    | Джейк Гейсмар       |
| Кейт Бланшетт   | Лина Брандт         |
| Тоби Магуайр    | Талли               |
| Бо Бриджес      | полковник Мюллер    |
| Кристиан Оливер | Эмиль Брандт        |
| Равиль Исьянов  | генерал Сикорский   |
| Тони Карран     | Дэнни               |
| Джек Томпсон    | конгрессмен Бреймер |